# Años 230
Los años 230 o década del 230 empezó el 1 de enero del 230 y terminó el 31 de diciembre del 239.

## Acontecimientos
- 235-275 - Periodo de anarquía del siglo III
- San Ponciano sucede a San Urbano I como papa en el año 230
- San Antero sucede a San Ponciano como papa en el año 235
- San Fabián sucede a San Antero como papa en el año 236
- Batalla de Cartago (238)